# José Manuel Mora Vásquez
José Manuel Mora Vásquez (1896-1961) fue un jurista, político, literato y escritor colombiano, que estudió Derecho en la Universidad de Antioquia y fue profesor de derecho civil en la Universidad Pontificia Bolivariana. Fue rector de la Universidad de Antioquia en un breve período en 1958 y magistrado del Tribunal Superior de Medellín. También fue diputado a la Asamblea de Antioquia y representante a la Cámara. En su juventud había fundado la revista Panida, junto con otros personajes importantes de la cultura antioqueña, como León de Greiff, Ricardo Rendón y Fernando González Ochoa. Mora Vásquez utilizaba, en la época de Los Panidas, los seudónimos de Manuel Montenegro y Morayma.
- Datos: Q24827292